# Liste des noms d'Odin
Pour un article plus général, voir Odin.
Cet article contient la liste des noms d'Odin, le dieu principal de la mythologie nordique.

## Noms et étymologie
| Nom (transcrit du vieux norrois) | Nom (anglicisé)    | Étymologie                                                     | Sources |
| -------------------------------- | ------------------ | -------------------------------------------------------------- | --- |
| Aldaföðr                         |                    | Père des hommes, Père des âges, Père du Monde                  | Óðins nöfn (1), Vafþrúðnismál (4, 53) |
| Aldagautr                        |                    | Gautr des hommes (des âges / du Monde)                         | Baldrs draumar (2) |
| Alföðr                           | Alfodr             | Père de tous, Père de toute chose                              | Gylfaginning, Skáldskaparmál, Grímnismál (48), Óðins nöfn (2) |
| Algingautr                       |                    | Gautr l'ancien                                                 | poème en runes islandais (4) |
| Angan Friggjar                   |                    | Délice de Frigg                                                | Völuspá (54) |
| Arnhöfði                         |                    | Tête d'aigle                                                   | Óðins nöfn (2) |
| Atriðr, Atriði                   |                    | Cavalier belliqueux, 'At-Rider'                                | Gylfaginning, Grímnismál (48), Óðins nöfn (1) |
| Asagrim (< *Ásagrimmr)           |                    | Seigneur des ases                                              | Stolt Herr Alf |
| Auðun                            |                    | Ami de la richesse (Edwin, Audoin)                             | Óðins nöfn (1) |
| Bági ulfs                        |                    | Ennemi du loup                                                 | Sonatorrek (23) |
| Baldrsfaðr                       |                    | Père de Baldr                                                  | |
| Báleygr                          | Baleyg             | Œil flamboyant, œil vif                                        | Gylfaginning, Skáldskaparmál, Grímnismál (47), Hallfreðr vandræðaskáld's Hákonardrápa (6), Gísl Illugason's Erfikvæði um Magnús berfœtt (1), þulur, Óðins nöfn (6), Grettisrímur V (61)                                     |
| Biflindi                         | /                  | Secoueur de lance, secoueur de bouclier                        | Gylfaginning, Grímnismál (49), Óðins nöfn (6) |
| Bileygr                          | Bileyg             | Œil à l'éclat vacillant                                        | Gylfaginning, Grímnismál (47), þulur, Óðins nöfn (5) |
| Blindi, Blindr                   | /                  | Aveugle                                                        | Gylfaginning, Helgakviða Hundingsbana II (prose) |
| Brúni, Brúnn                     |                    | Brun, ours                                                     | Óðins nöfn (6) |
| Böðgæðir                         |                    | Celui qui exalte au combat                                     | |
| Bölverkr                         |                    | Agent du mal ou Mauvaise action                                | Gylfaginning, Skáldskaparmál, Hávamál (109), Grímnismál (47), Óðins nöfn (7) |
| Bragi                            |                    | Chef de clan                                                   | |
| Bróðir Vilis, Bróðir Vilja       |                    | Frère de Vili                                                  | |
| Burr Bors                        |                    | Fils de Borr                                                   | |
| Byrlindi                         |                    | Altération de Biflindi                                         | Sturlaugsrímur III (50) |
| Darraðr, Dorruðr                 |                    | Lancier                                                        | |
| Draugadróttinn                   |                    | Seigneur des morts-vivants                                     | Ynglinga saga |
| Dresvarpr                        |                    |                                                                | Óðins nöfn (2) |
| Ein sköpuðr galdra               |                    | Créateur unique des chants magiques                            | |
| Ennibrattr                       |                    | Haut (lit., 'droit') front                                     | Óðins nöfn (6) |
| Eylúðr                           |                    | Le tonitruant                                                  | Óðins nöfn (6) |
| Faðmbyggvir Friggjar             |                    | Qui repose dans le giron de Frigg                              | |
| Faðr galdr                       |                    | Père des chants magiques                                       | |
| Farmagnuðr, Farmögnuðr           |                    | Qui met les voyages à profit                                   | Háleygjatal (2), Skáldskaparmál |
| Farmaguð, Farmatýr               | Farmagud, Farmatyr | Dieu des fardeaux                                              | Gylfaginning, Skáldskaparmál, Grímnismál (48), Óðins nöfn (2) |
| Farmr arma Gunnlaðar             |                    | Fardeau des bras de Gunnlöð                                    | |
| Farmr galga                      |                    | Fardeau de potence                                             | |
| Fengr                            |                    | Celui qui attrape, ou celui qui ramène                         | Óðins nöfn (2), NornaGests þáttr |
| Fimbultýr                        | Fimbultyr          | Puissant dieu                                                  | Völuspá (60) |
| Fimbulþulr                       | Fimbulthul         | Le Grand Thul                                                  | Hávamál (80, 142) |
| Fjallgeiguðr                     |                    | Dieu des métamorphes                                           | Óðins nöfn (2) |
| Fjölnir                          | Fjolnir            | Le sage, celui qui chache                                      | Grímnismál (47), Reginsmál (18), Gylfaginning (3, 20), many skaldic poems, þulur, Óðins nöfn (2), Skíðaríma (91, 174), NornaGests þáttr                                                                                     |
| Fjölsviðr                        | Fjolsvid, Fjolsvin | Très sage                                                      | Gylfaginning, Grímnismál (47), Óðins nöfn (2) |
| Fjörgynn                         | Fjorgyn            | Équivalent masculin de Fjörgyn, signifiant la terre            | Lokasenna (26), Völuspá (56) |
| Foldardróttinn                   |                    | Seigneur de la Terre                                           | |
| Forni                            |                    | L'Ancien                                                       | |
| Fornölvir                        |                    | Ancient Ölvir                                                  | Óðins nöfn (2) |
| Fráríðr, Fráríði                 |                    | Celui qui galope en avant                                      | Óðins nöfn (2), Grettisrímur III (1), Sturlaugsrímur VI (47) |
| Frumverr Friggjar                |                    | Premier époux de Frigg                                         | |
| Fundinn                          |                    | Le trouvé                                                      | Óláfsrímur Tryggvasonar A III (1) |
| Gagnráðr                         | Gagnrad            | Conseil judicieux                                              | Vafþrúðnismál (8, 9, 11, 13, 15, 17) |
| Galdraföðr                       |                    | Père des chants magiques                                       | |
| Gangari, Ganglari, Gangleri      | /                  | L'Errant (ou las de voyager)                                   | Gylfaginning, Grímnismál (46), Óðins nöfn (3) |
| Gangráðr                         |                    | 'Gain Rede,' l'avocat du diable, ou le conseiller du voyageur. | Óðins nöfn (3) |
| Gapþrosnir                       |                    | Le frénétique                                                  | Óðins nöfn (3) |
| Gautatýr                         | Gautatyr           | Dieu des goths                                                 | Skáldskaparmál, Eyvindr skáldaspillir's Hákonarmál (1) |
| Gautr                            | Gaut               | Gautr                                                          | Gylfaginning, Skáldskaparmál, Grímnismál (54), Óðins nöfn (1), Friðþjófsrímur, Skíðaríma, Landrésrímur, Hjálmþérsrímur, Geiplur, Bjarkarímur, Griplur, Þrændlur, Skáldhelgarímur, Blávusrímur, Geirarðsrímur, Völsungsrímur |
| Geiguðr                          |                    | Le suspendu                                                    | Óðins nöfn (3) |
| Geirlöðnir                       |                    | Celui qui invite la lance                                      | Óðins nöfn (3) |
| Geirölnir                        |                    | Celui qui charge avec une lance                                | Óðins nöfn (5) |
| Geirtýr                          |                    | Dieu de la lance (ou du sang)                                  | |
| Geirvaldr                        |                    | Maître de la lance (ou du sang)                                | |
| Geldnir                          |                    |                                                                | |
| Ginnarr                          |                    | Celui qui trompe                                               | Óðins nöfn (1) |
| Gizurr                           |                    | L'énigmatique                                                  | Óðins nöfn (1) |
| Gestumblindi                     | /                  | L'invité aveugle                                               | Hervarar saga (10), þulur, Óðins nöfn (7) |
| Glapsviðr                        | Glapsvid, Glapsvin | Prompt à tromper, celui qui connait les sorts                  | Gylfaginning, Grímnismál (47), Óðins nöfn (3) |
| Goði hrafnblóts                  |                    | Goði de ceux qui sacrifient au corbeau                         | |
| Goðjaðarr                        |                    | Dieu protecteur                                                | |
| Göllnir                          |                    | Celui qui hurle                                                | Óðins nöfn (3) |
| Gollorr                          |                    | Celui qui hurle                                                | Óðins nöfn (1) |
| Göllungr                         |                    | Celui qui hurle                                                | Óðins nöfn (5) |
| Göndlir                          | Gondlir            | Celui qui manie une baguette                                   | Gylfaginning, Grímnismál (49), Óðins nöfn (3) |
| Gramr Hliðskjálfar               |                    | Roi de Hliðskjalf                                              | |
| Grímnir                          | Grimnir            | Le masqué, le dissimulé                                        | Gylfaginning, Grímnismál (introduction, 47, 49), Hallfreðr vandræðaskáld's lausavísur (9), Eilífr Goðrúnarson's Þórsdrápa (3), Húsdrápa (1), Rognvald Kali Kolssons lausavísur (7), þulur, Óðins nöfn (1)                   |
| Grímr                            | Grim               | Masque                                                         | Gylfaginning, Grímnismál (46, 47), þulur, Óðins nöfn (3, 7) |
| Gunnblindi                       |                    | Œillères                                                       | Óðins nöfn (8) |
| Hagvirkr                         |                    | L'artisan                                                      | Óðins nöfn (4) |
| Hangadróttinn                    |                    | Le seigneur des pendus                                         | Ynglinga saga |
| Hangaguð, Hangatýr               | Hangagud, Hangatyr | Dieu des pendus                                                | Gylfaginning, Skáldskaparmál |
| Hangi                            |                    | Le Pendu                                                       | |
| Haptabeiðir                      |                    | Commandeur des chefs                                           | |
| Haptaguð                         | Haptagud           | Dieu des prisonniers                                           | Gylfaginning |
| Haptasnytrir                     |                    | L’enseignant des Dieux)                                        | |
| Haptsönir                        |                    | Celui qui brise les chaînes                                    | |
| Hárbarðr                         | Harbard            | Barbe grise                                                    | Gylfaginning, Grímnismál (49), Hárbardsljód, þulur, Óðins nöfn (3) |
| Hárr                             | Har                | Haut                                                           | Gylfaginning, Grímnismál (46), Óðins nöfn (2) |
| Harri Hliðskjálfar               |                    | Seigneur de Hliðskjalf                                         | |
| Hávi                             | Havi               | Le haut                                                        | Hávamál (109, 111, 164), Óðins nöfn (4) |
| Heimþinguðr hanga                |                    | Visiteur des pendus                                            | |
| Helblindi                        | /                  | Celui qui aveugle Hel                                          | Gylfaginning, Grímnismál (46) |
| Hengikeptr, Hengikjopt           |                    | Mâchoire pendante                                              | Óðins nöfn (4) |
| Herblindi                        |                    | Celui qui aveugle son hôte                                     | Óðins nöfn (5) |
| Herföðr, Herjaföðr               | Herfodr, Herjafodr | Le père des hôtes                                              | Gylfaginning, Völuspá (29, 43), Vafthrúdnismál (2), Grímnismál (19, 25, 26), Óðins nöfn (5) |
| Hergautr                         |                    | L'hôte de Gautr                                                | |
| Heriafadr                        |                    | Père des armées                                                | Gylfaginning (38) |
| Herjan                           | /                  | Seigneur et guerrier                                           | Gylfaginning, Grímnismál (46), Óðins nöfn (2) |
| Herteitr                         | Herteit            | Celui que la guerre réjouit                                    | Gylfaginning, Grímnismál (47), Óðins nöfn (3) |
| Hertýr                           | Hertyr             | L'hôte de Týr ou le dieu des hôtes                             | Skáldskaparmál |
| Hildolfr                         |                    | Le loup de bataille                                            | |
| Hjaldrgegnir                     |                    | L'initiateur de bataille                                       | |
| Hjaldrgoð                        |                    | Dieu de la bataille                                            | |
| Hjálmberi                        | Hjalmberi          | Celui qui porte un casque                                      | Gylfaginning, Grímnismál (46), þulur, Óðins nöfn (2) |
| Hjarrandi                        |                    | Le hurleur                                                     | Óðins nöfn (4) |
| Hléfreyr                         |                    | Le célèbre seigneur                                            | Óðins nöfn (5) |
| Hleifruðr                        |                    |                                                                | Óðins nöfn (4) |
| Hnikarr                          | Hnikar             | Celui qui renverse (dépose)                                    | Gylfaginning, Grímnismál (47), Reginsmál (18, 19), Óðins nöfn (2), 'NornaGests þáttr |
| Hnikuðr                          | Hnikud             | Celui qui renverse                                             | Gylfaginning, Grímnismál (48), Óðins nöfn (1) |
| Hoárr                            |                    | N'a qu'un œil, le Borgne                                       | |
| Hötter                           |                    | Hatter                                                         | |
| Hovi                             |                    | Le Très-Haut                                                   | |
| Hrafnaguð, Hrafnáss              | Hrafnagud          | Le Dieu Corbeau                                                | Gylfaginning |
| Hrafnfreistuðr                   |                    | Celui qui éprouve les corbeaux                                 | |
| Hrami                            |                    | Celui qui enchaîne                                             | Óðins nöfn (4) |
| Hrani                            |                    | Celui qui bluffe                                               | |
| Hrjóðr                           |                    | Celui qui rugit                                                | Óðins nöfn (4) |
| Hroptr, Hroptatýr                | Hropt, Hroptatyr   | Sage                                                           | Gylfaginning, Skáldskaparmál, Hákonarmál (14), Úlfr Uggason's Húsdrápa (8), Hávamál (160), Grímnismál (54), Sigrdrífumál (13), Óðins nöfn (2, 3, 5)                                                                         |
| Hrosshársgrani                   |                    | Moustache en poils de cheval                                   | Gautreks saga, Óðins nöfn (4) |
| Hvatmóðr                         |                    | Courage de la pierre à aiguiser                                | Óðins nöfn (5) |
| Hveðrungr                        |                    | Qui fait le temps                                              | Óðins nöfn (5) |
| Itreker                          |                    | Magnifique régnant                                             | |
| Jafnhárr                         | Jafnhar            | égal aux plus hauts                                            | Gylfaginning, Grímnismál (49), Óðins nöfn (8) |
| Jalfaðr                          |                    | Au dos fauve                                                   | |
| Jálg, Jálkr                      | Jalk               | Celui qui émascule                                             | Gylfaginning, Grímnismál (49, 54), Óðins nöfn (7) |
| Jarngrímr                        |                    | Masque de Fer                                                  | |
| Jólnir, Jölnir                   |                    | Figure de Yule                                                 | Óðins nöfn (7) |
| Jolfr                            |                    | Le Loup-cheval, l'Ours                                         | |
| Jölfuðr, Jölföðr                 |                    | Le Père de Yule                                                | Óðins nöfn (8) |
| Jörmunr                          |                    | Le très puissant                                               | Óðins nöfn (8) |
| Kjalarr                          | Kjalar             | Celui qui nourrit                                              | Gylfaginning, Skáldskaparmál, Grímnismál (49), Óðins nöfn (1) |
| Langbarðr                        | Langbard           | Longue Barbe                                                   | þulur, Óðins nöfn (7) |
| Löndungr, Loðungr                |                    | Qui porte une cape rapiécée                                    | Óðins nöfn (7) |
| Niðr Bors                        |                    | Parent de Borr                                                 | |
| Njótr                            |                    | Le Nécessaire                                                  | Óðins nöfn (6) |
| Ófnir                            |                    | Inciter                                                        | Óðins nöfn (7) |
| Olgr                             |                    | Le Protecteur, le Faucon                                       | Óðins nöfn (6) |
| Ómi                              | Omi                | Celui qui résonne                                              | Gylfaginning, Grímnismál (49), Óðins nöfn (7) |
| Óski                             | Oski               | Le dieu des souhaits                                           | Gylfaginning, Grímnismál (49), Óðins nöfn (8) |
| Rauðgrani                        |                    | Moustache rouge                                                | Bárðar saga Snæfellsáss 18, O˛rvar-Odds saga 19ff. |
| Reiðartýr                        |                    | Dieu des cavaliers                                             | |
| Rögnir                           |                    | Celui qui règne                                                | Óðins nöfn (5) |
| Rúnatýr                          |                    | Le Dieu des Runes                                              | |
| Runni vagna                      |                    | Celui qui déplace les constellations                           | |
| Saðr                             | Sadr, Sann         | Le véridique                                                   | Gylfaginning, Grímnismál (47), Óðins nöfn (8) |
| Sanngetall                       | /                  | Celui qui trouve la vérité                                     | Gylfaginning, Grímnismál (47), Óðins nöfn (7) |
| Síðgrani                         | Sidgrani           | Longue Barbe                                                   | Alvíssmál (6) |
| Síðhöttr                         | Sidhott            | Broad Hat                                                      | Gylfaginning, Grímnismál (48), þulur, Óðins nöfn (4) |
| Síðskeggr                        | Sidskegg           | Longue Barbe                                                   | Gylfaginning, Grímnismál (48), þulur, Óðins nöfn (6) |
| Sigðir                           |                    | Celui qui donne la victoire                                    | Óðins nöfn (6) |
| Sigföðr                          | Sigfodr            | Père de la victoire, Père de la guerre                         | Gylfaginning, Völuspá (54), Grímnismál (48), Óðins nöfn (4) |
| Siggautr                         |                    | Qui reçoit la victoire                                         | Óðins nöfn (6) |
| Sigrhofundr                      |                    | Auteur de la victoire                                          | |
| Sigmundr                         |                    | Protecteur de la victoire                                      | Óðins nöfn (6) |
| Sigrúnnr                         |                    | Arbre de la victoire                                           | |
| Sigtryggr                        |                    | Sûr de vaincre                                                 | Óðins nöfn (8) |
| Sigtýr                           | Sigtyr             | Dieu de la victoire, de la guerre                              | Skáldskaparmál, Atlakviða (30), Glúmr Geirason's Gráfeldardrápa (12) |
| Sigþrór                          |                    | Qui s'épanouit dans la victoire                                | Óðins nöfn (8) |
| Skilfingr                        | Skilfing           | Celui de Hlidshilf                                             | Gylfaginning, Grímnismál (54), Óðins nöfn (8) |
| Skollvaldr                       |                    | Maître de la traîtrise                                         | Óðins nöfn (6) |
| Sonr Bestlu                      |                    | Fils de Bestla                                                 | |
| Spjalli Gauta                    |                    | Ami des Goths                                                  | |
| Sváfnir                          | Svafnir            | Qui apporte le sommeil                                         | Gylfaginning, Grímnismál (54), Óðins nöfn (4) |
| Sveigðir                         |                    | Qui apporte les mauvaises herbes                               | |
| Sviðarr                          | Svidar             |                                                                | Gylfaginning |
| Sviðrir                          | Svidrir            | Celui qui apaise                                               | Gylfaginning, Grímnismál (50), Óðins nöfn (6) |
| Sviðuðr                          |                    |                                                                | Óðins nöfn (4) |
| Sviðurr                          | Svidur             | Le Sage                                                        | Gylfaginning, Skáldskaparmál, Grímnismál (50), Óðins nöfn (6) |
| Svipall                          | /                  | Changelin                                                      | Gylfaginning, Grímnismál (47), Óðins nöfn (3) |
| Svölnir                          | Svolnir            | Qui refroidit                                                  | Skáldskaparmál, Óðins nöfn (6) |
| Tveggi                           |                    | Double                                                         | Óðins nöfn (8) |
| Tvíblindi                        | Tviblindi          | Deux fois aveugle                                              | þulur, Óðins nöfn (4) |
| Þekkr                            | Thekk              | Le bienvenu                                                    | Gylfaginning, Grímnismál (46), Óðins nöfn (7) |
| Þrasarr                          |                    | Le querelleur                                                  | Óðins nöfn (4) |
| Þriði                            | Thridi             | Le troisième                                                   | Gylfaginning, Skáldskaparmál, Grímnismál (46), Óðins nöfn (5) |
| Þriggi                           |                    | Triple                                                         | |
| Þrór                             | Thror              | Qui prospère                                                   | Gylfaginning, Grímnismál (49), Óðins nöfn (8) |
| Þróttr                           | Thrott             | Force                                                          | Glymdrápa (2) |
| Þuðr                             | Thud, Thunn        | Pâle, élancé                                                   | Gylfaginning, Óðins nöfn (7) |
| Þundr                            | Thund              | Qui tonne                                                      | Gylfaginning, Hávamál (145), Grímnismál (46, 54), Óðins nöfn (7) |
| Uðr                              | Ud, Unn            | Bien aimé                                                      | Gylfaginning, Grímnismál (46), Óðins nöfn (7) |
| Váfuðr                           | Vafud              | L'Errant                                                       | Gylfaginning, Skáldskaparmál, Grímnismál (54) |
| Váfuðr Gungnis                   |                    | Qui brandit Gungnir                                            | |
| Váði vitnis                      |                    | Ennemi du loup                                                 | |
| Vakr                             | Vak                | L'éveillé                                                      | Gylfaginning, Grímnismál (54), Óðins nöfn (7) |
| Valdr galga                      |                    | Seigneur des potences                                          | |
| Valdr vagnbrautar                |                    | Seigneur du paradis                                            | |
| Valföðr                          | Valfodr            | Père des Morts                                                 | Gylfaginning, Völuspá (1, 27, 28), Grímnismál (48), þulur, Óðins nöfn (5) |
| Valgautr                         | Valgaut            | Creuset des morts                                              | Skáldskaparmál, Óðins nöfn (8) |
| Valkjosandi                      |                    | Juge des Guerriers Morts                                       | |
| Valtamr, Valtam                  |                    | Coutumier du Massacre, Le Massacreur                           | |
| Valtýr                           |                    | Le dieu assassiné                                              | |
| Valþognir                        |                    | Qui accueille les tués                                         | |
| Vegtam                           | /                  | Le Voyageur                                                    | Baldrs draumar (6, 13) |
| Veratýr                          | Veratyr            | Dieu des hommes, dieu des êtres                                | Gylfaginning, Óðins nöfn (8) |
| Viðfräger                        |                    | Très connu                                                     | |
| Viðrir                           | Vidrir             | Le Faiseur d'Orages                                            | Gylfaginning, Skáldskaparmál, Lokasenna (26) |
| Viðrímnir, Viðhrimnir            |                    | Le contradicteur                                               | Óðins nöfn (1) |
| Viðurr                           | Vidur              | Tueur                                                          | Gylfaginning, Grímnismál (49), Óðins nöfn (6), Karlevi Runestone |
| Vingnir                          |                    | Qui brandit                                                    | Óðins nöfn (5) |
| Vinr Lopts                       |                    | Ami de Loptr                                                   | |
| Vinr Lóðurs                      |                    | Ami de Lóðurr                                                  | |
| Vinr Míms                        |                    | Ami de Mímir                                                   | |
| Vinr stalla                      |                    | Ami d'Altars                                                   | |
| Vófuðr                           |                    | Le suspendu                                                    | Óðins nöfn (5) |
| Völundr rómu                     |                    | Celui qui forge les batailles                                  | |
| Yggr                             | Ygg                | Le Terrible                                                    | Gylfaginning, Skáldskaparmál, Völuspá (28), Grímnismál (53, 54), Óðins nöfn (8) |
| Ýjungr, Ýrungr                   |                    | Le tempétueux                                                  | Óðins nöfn (8) |